# Tytomyia flinti
Tytomyia flinti is een insect uit de familie van de vlinderhaften (Ascalaphidae), die tot de orde netvleugeligen (Neuroptera) behoort. 
Tytomyia flinti is voor het eerst wetenschappelijk beschreven door Tjeder & Hansson in 1992.